# Capitanías del Brasil

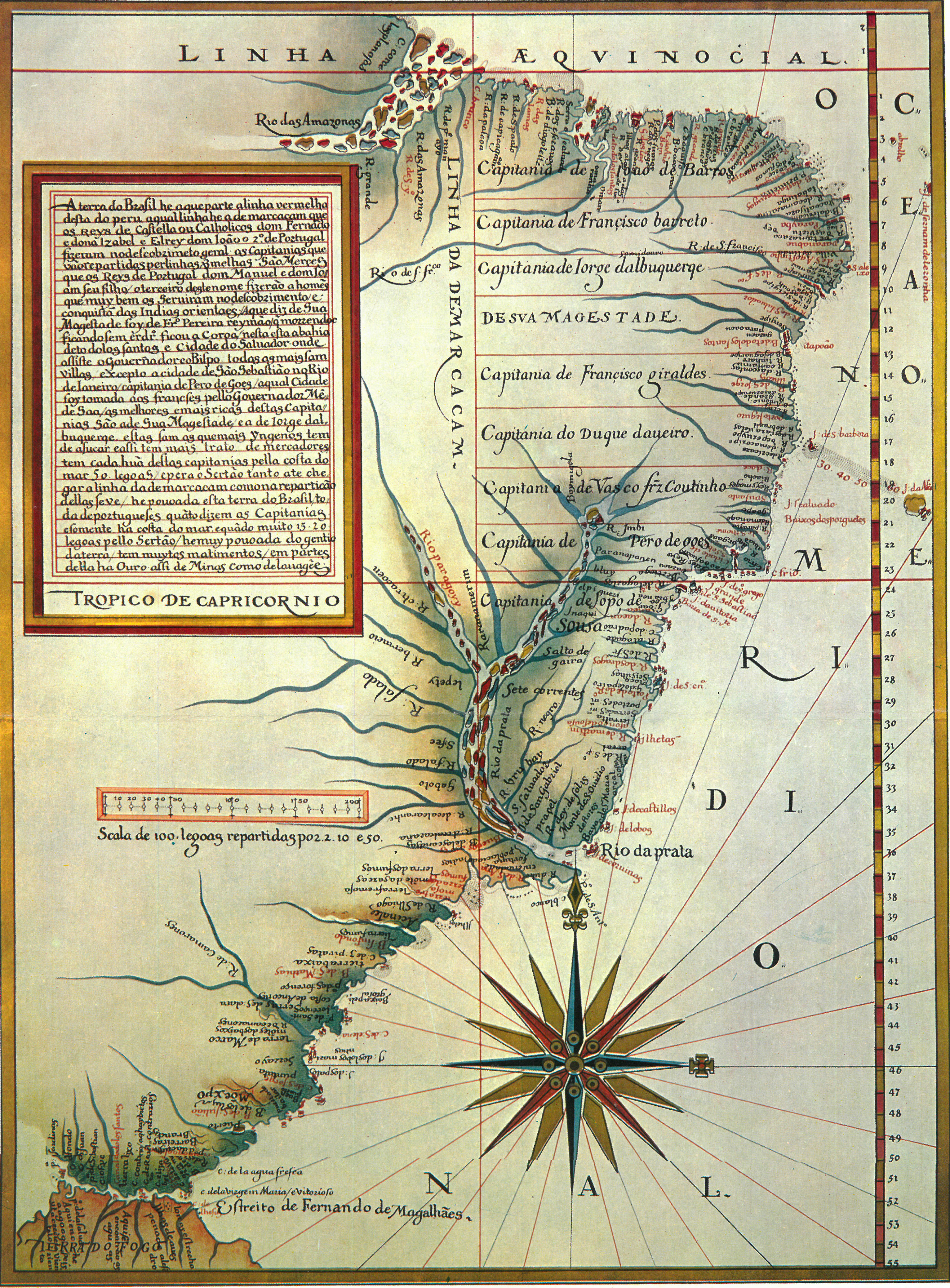
Las capitanías hereditarias. Mapa de Luís Teixeira (c. 1574).

En 1503 toda la tierra del Brasil (llamada entonces Terra da Santa Cruz) fue arrendada por la corona portuguesa a Fernão de Noronha (o Loronha), un agente de la Banca Fugger, produciendo 20 000 quintales de madera roja de palo brasil (Paubrasilia echinata). En 1511 terminó la concesión revirtiendo las tierras a la Corona. El rey Manuel I entregó también a Noronha la isla de São João (actual isla de Fernando de Noronha), el 16 de febrero de 1504, para la explotación del palo brasil, constituyendo la capitanía de São João, sin ningún efecto práctico, aunque los descendientes de Noronha continuaron heredando el título hasta 1692.
Para contener las incursiones francesas, el rey Manuel I creó en 1516 (por analogía de las establecidas en el océano Índico) las capitanías del mar en las islas de Madeira y de Cabo Verde con el objetivo de lograr el mare clausum, es decir el cierre a la navegación hacia el Brasil.

## Capitanías hereditarias
En la década de 1530 Portugal comenzaba a perder la hegemonía del comercio en África Occidental y en el océano Índico, y circulaban insistentes noticias del descubrimiento de oro y de plata en la América española. En 1532 el rey Juan III para incentivar a la ocupación de la colonia, decidió ocupar las tierras utilizando el régimen de las capitanías, con un sistema hereditario (pasaban de padre a hijo) implantado anteriormente con bastante éxito en las islas de Madeira y Cabo Verde, por el cual la exploración pasaría a ser derecho de familia. El capitán y gobernador, títulos concedidos al donatario, tendría amplios poderes, debía fundar poblaciones (villas y ciudades), conceder sesmarías y administrar justicia. 
Las capitanías fueron las primeras divisiones territoriales del Brasil, poseyendo grandes dimensiones en sentido este-oeste, llegando en aquella época hasta su límite occidental que era la línea del Tratado de Tordesillas, el cual quedó en desuso al producirse la unión de las Coronas de Castilla y Portugal desde 1580 hasta 1640.
Portugal bajo la corona Castellana elevó sus posesiones al rango de principado, al ser en 1634 declarado príncipe de Brasil al sucesor del trono lusitano. Aunque, hasta la mitad del siglo XVIII fueron llamadas capitanías hereditarias que fue cuando dejaron de ser propiedad de los donatarios y quedaron sometidas directamente al gobierno de la metrópolis.
Las capitanías iniciales eran 15 franjas longitudinales de tierras dadas a 12 donatarios (nobles de confianza del rey), pero la mayoría murió sin visitar Brasil. De estos, cuatro nunca fueron al Brasil, tres fallecieron poco después, tres retornaron a Portugal, uno fue preso por herejía (Tourinho) y apenas uno se dedicó a la colonización (Duarte Coelho en Pernambuco). De las quince capitanías originales, apenas las capitanías de Pernambuco y de San Vicente prosperaron ya que los viajes al Occidente todavía eran una novedad y la idea de vivir en medio de una selva no agradaba a los propietarios de las capitanías.
La colonización inicial del Brasil se hizo para la extracción del palo brasil en el litoral y luego por las plantaciones de caña de azúcar en el nordeste, que hicieron el papel de interiorización del Brasil.

## La administración de las capitanías hereditarias

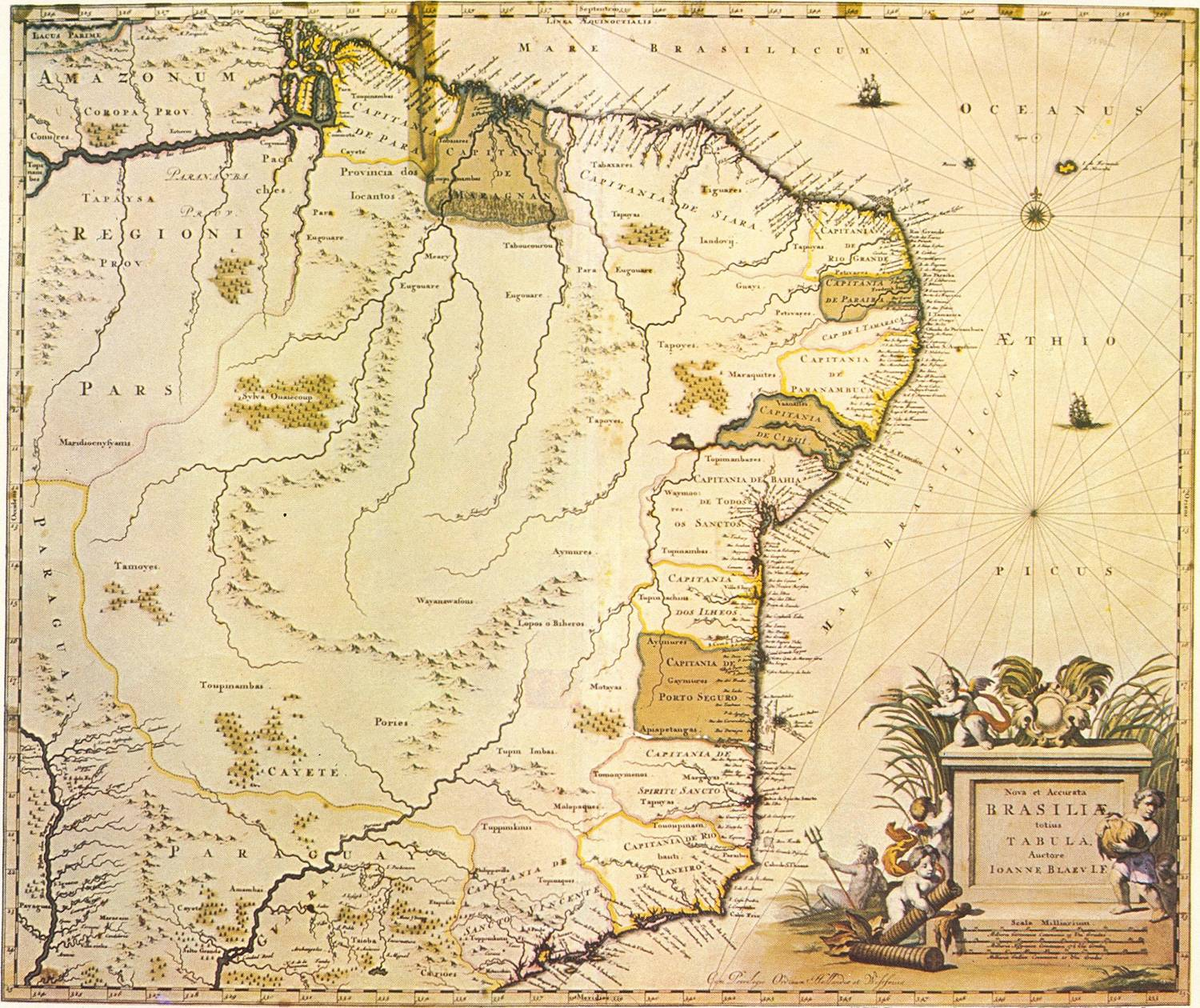
Mapa de Joan Blaeu de 1640.

El donatario se constituía en la autoridad máxima dentro de la propia capitanía, teniendo el compromiso de desarrollarla con recursos propios.
El vínculo jurídico entre el rey de Portugal y cada donatario era establecido en dos documentos: la Carta de Donación, que confería la posesión y la Carta Foral que determinaba derechos y deberes.
Por la primera, el donatário recibía la posesión de la tierra, pudiendo transmitirla a sus hijos, pero no venderla. Recibía también una sesmaría de diez leguas de costa. Debía fundar villas, distribuir tierras a quien desease cultivarlas y construir ingenios. El donatario ejercía plena autoridad en el campo judicial y administrativo para nombrar funcionarios y aplicar la justicia, pudiendo hasta decretar la pena de muerte para esclavos, indios y hombres libres. Adquiría algunos derechos: excepción de impuestos, venta de esclavos indios y recibimiento de parte de las rentas debidas a la Corona. Podía esclavizar a los indígenas, obligándolos a trabajar o enviarlos como esclavos a Portugal hasta el límite de 30 por año. 
La Carta Foral trataba, principalmente, de los tributos a ser pagados por los colonos. Definía lo que pertenecía a la Corona y al donatario. Si eran descubiertos metales y piedras preciosas, el 20% sería de la Corona y para el donatario sería un 10% de los productos del suelo. La Corona detentaba el monopolio del comercio de palo brasil y de las especias. El donatario podía donar sesmarías a los cristianos que pudiesen colonizarlas y defenderlas, volviéndose así colonos.

## Las primeras capitanías

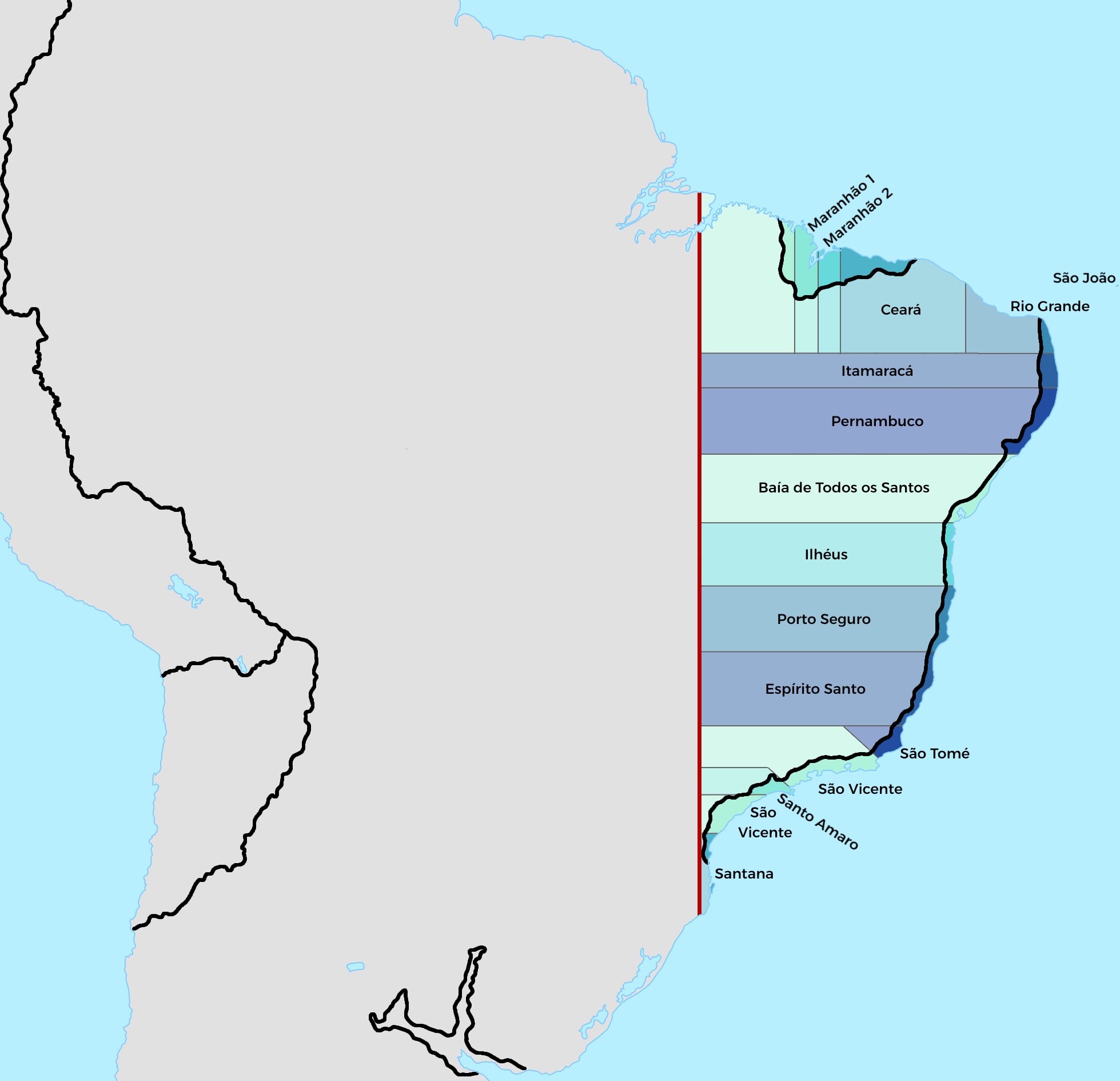
Capitanías de Brasil en 1534 (clásica).

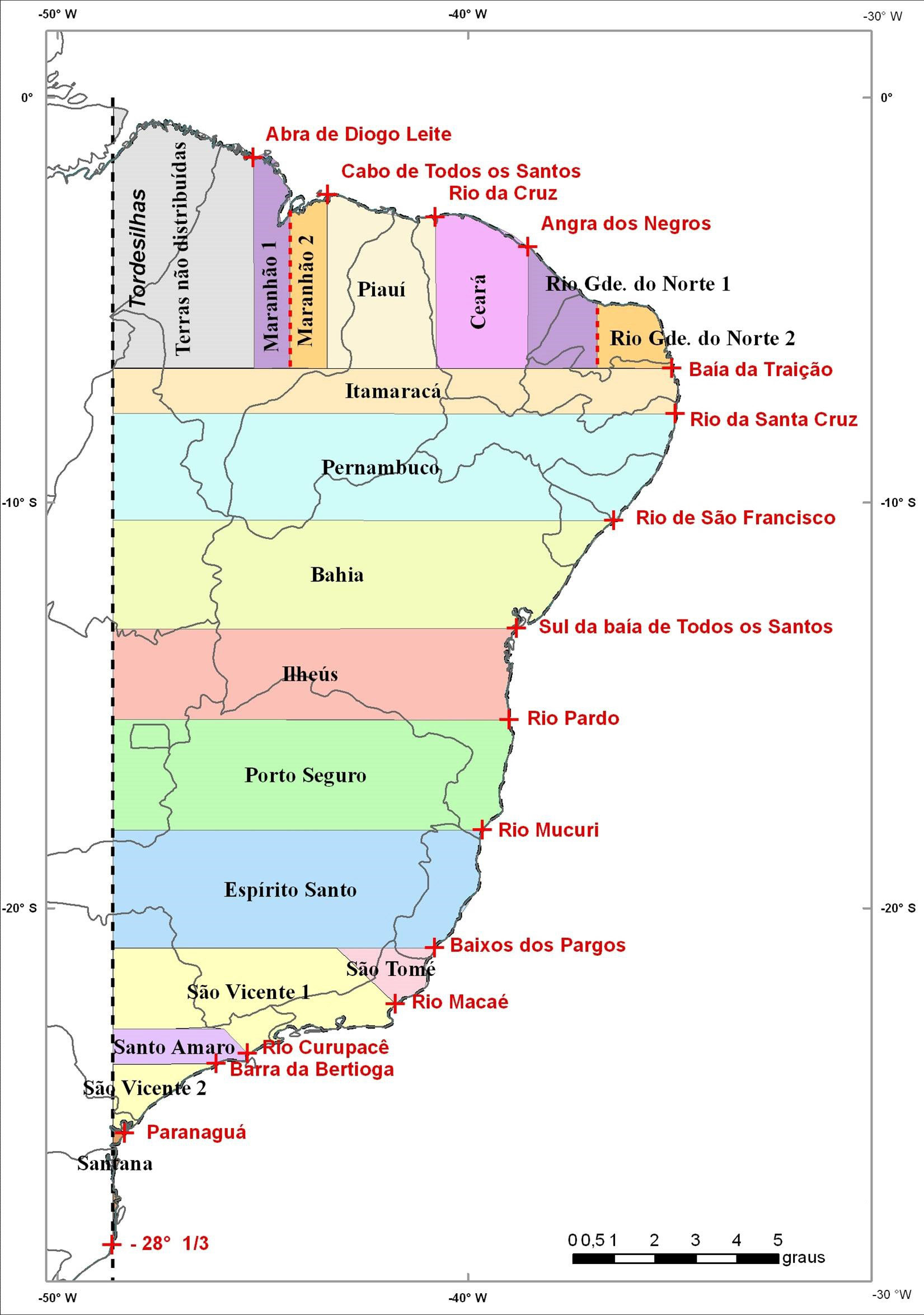
Capitanías de Brasil en 1534 (corregida).

Las primeras 15 capitanías hereditarias fueron:
| Capitanía                                                    | Donatario                       |
| ------------------------------------------------------------ | ------------------------------- |
| Primera sección de la Capitanía del Maranhão                 | João de Barros y Aires da Cunha |
| Segunda sección de la Capitanía del Maranhão                 | Fernando Álvares de Andrade     |
| Capitanía de Ceará                                           | Antônio Cardoso de Barros       |
| Capitanía del Río Grande                                     | João de Barros y Aires da Cunha |
| Capitanía de Itamaracá                                       | Pero Lopes de Sousa             |
| Capitanía de Pernambuco o Nova Lusitânia                     | Duarte Coelho                   |
| Capitanía de la Bahía de Todos los Santos                    | Francisco Pereira Coutinho      |
| Capitanía de Quaresma de San Juan                            |                                 |
| Capitanía de Ilhéus                                          | Jorge de Figueiredo Correia     |
| Capitanía de Porto Seguro                                    | Pero Campos de Tourinho         |
| Capitanía del Espíritu Santo                                 | Vasco Fernandes Coutinho        |
| Capitanía de Santo Tomé                                      | Pero de Góis da Silveira        |
| Capitanía de Río de Janeiro o primera sección de San Vicente | Martim Afonso de Sousa          |
| Capitanía de Santo Amaro                                     | Pero Lopes de Sousa             |
| Capitanía de San Vicente o segunda sección de San Vicente    | Martim Afonso de Sousa          |
| Capitanía de Santana                                         | Pero Lopes de Sousa             |

### Capitanía del Maranhão
Tenía 75 leguas de costa y se hallaba dividida en dos secciones: la primera sección iba desde el extremo este de la isla de Marajó hasta la desembocadura del río Gurupi y fue donada a João de Barros y a Aires da Cunha Y la segunda sección iba desde la desembocadura del río Gurupi hasta Parnaíba y fue donada por el rey a Fernão Álvares da Cunha, quien recibió la capitanía el 11 de marzo de 1535. Los donatarios de las dos secciones de la capitanía organizaron juntos una expedición colonizadora que llegó al Brasil en 1535. Fundaron Nazaré y estuvieron en lucha constante con los indígenas hasta que en 1538 abandonaron la empresa. En 1621 la capitanía fue elevada a la dignidad de Estado del Maranhão.

### Capitanía de Ceará
Fue donada el 20 de noviembre de 1535 a Antônio Cardoso de Barros, subalterno de Fernão Álvares de Andrade y de Antônio de Ataíde. Iba desde la desembocadura del río Jaguaribe a la del río Mundaú. Como sus vecinos por diversos motivos, este donatario tampoco llegó a ocupar su lote. A partir de 1621 fue la Capitanía Real del Siará dependiente del Estado del Maranhão. Entre 1637 y 1654 permaneció bajo ocupación neerlandesa. A partir de 1680, Siará pasó a la condición de capitanía subalterna de la de Pernambuco, desligada del Estado del Maranhão, alcanzando su autonomía el 17 de enero de 1799 y pasando a ser la Provincia de Ceará el 28 de febrero de 1821.

### Capitanía del Río Grande
Fue concedida a João de Barros y a Aires da Cunha en el extremo nordeste del Brasil actual, entendiéndose de la punta del Mucuripe (hoy en el municipio de Fortaleza) hasta la Bahía da Traição (Paraíba), contando con 100 leguas de extensión. En 1535 el donatario João de Barros, con Aires da Cunha y Fernão Álvares emprendieron juntos la colonización pero no estuvieron en el territorio de la capitanía. Entre 1634 y 1654 estuvo ocupada por los neerlandeses, luego estuvo subordinada a la Capitanía de la Bahía de Todos los Santos hasta 1701 en que pasó a estar subordinada a la Capitanía de Pernambuco. En 1821 pasó a ser la Provincia del Río Grande del Norte. 

### Capitanía de Itamaracá
Fue donada a Pero Lopes de Sousa. El territorio de la capitanía se extendía por 30 leguas de costa, desde la línea imaginaria de Tordesillas hasta la costa, teniendo como límite norte la Bahía de la Traição (Paraíba) hasta la desembocadura del río Iguaraçu (Pernambuco). Abandonada por su donatario la capitanía se extinguió y recreada como Capitanía de Paraíba en 1574. A partir de 1753 la capitanía de Paraíba quedó subordinada a la capitanía general de Pernambuco, de la cual se independendizó a partir de 1799. En 1821 pasó a ser la Provincia de Paraíba.

### Capitanía de Pernambuco
Fue donada el 10 de marzo de 1534, a Duarte Coelho. Se extendía entre el río São Francisco y el río Igaraçu. La sede fue la ciudad de Olinda. La colonia floreció gracias a la caña de azúcar. Entre 1630 y 1654 fue ocupada por los neerlandeses. En 1821 se transformó en la Provincia de Pernambuco.

### Capitanía de la Bahía de Todos los Santos
Fue donada el 5 de marzo de 1534. Cuando su donatario llegó dos años más tarde ya existía en la bahía de Todos los Santos una pequeña comunidad de europeos entre los que se destacaba Diogo Álvares Correia. Con el auxilio de ellos, Francisco Pereira Coutinho fundó una población en 1536 (Vila do Pereira, luego Vila Velha). En 1545 el establecimiento fue arrasado por un ataque de los tupinambás que forzó a los colonos a refugiarse en la vecina Capitanía de Porto Seguro, negociada a paz, al retornar a la Villa de Pereira el donatario y los colonos naufragaron, siendo los sobrevivientes capturados y devorados por los indígenas en 1547. Luego las tierras fueron adquiridas a los herederos por la Corona Portuguesa en 1548 para establecer el gobierno general de la colonia.

### Capitanía de Ilhéus
Fue creada entre el Morro de São Paulo hasta la margen izquierda del río Jequitinhonha con 50 leguas de costa. Donada el 26 de junio de 1534 a Jorge de Figueiredo Correia, fue ocupada en 1535 por un capitán por él nombrado, Francisco Romero. Romero fundó la Vila de São Jorge dos Ilhéus en 1536. Fue incorporada a la Capitanía de la Bahía de Todos los Santos en 1754.

### Capitanía de Porto Seguro
Fue donada a Pero do Campo Tourinho el 27 de mayo de 1534. Tenía 50 leguas de costa entre el río Mucuri y el río Poxim. Fue incorporada a la Capitanía de la Bahía de Todos los Santos en 1761.

### Capitanía del Espíritu Santo
El título de capitán donatario y su territorio jurisdiccional fue donado al fidalgo real Vasco IV Fernandes Coutinho (Serpa, Reino de Portugal, 1488 - Vila Velha del Espíritu Santo, octubre de 1561), o simplemente Vasco Fernandes Coutinho —ya que era un nieto de su homónimo Vasco III Fernandes Coutinho quien fuera el cuarto señor de Celorico de Basto, este a su vez era bisnieto del conde Enrique Manuel de Villena— realizado por el rey Juan III de Portugal el día 1 de junio de 1534, en premio por los servicios militares en África e India. El donatario recién desembarcaría en Sudamérica para administrar su territorio el 23 de marzo de 1535.
Dicha región se extendía desde la desembocadura del río Mucuri hasta la del río Itapemirim. Su hijo Vasco V Fernandes Coutinho "el Hijo" (Portugal, ca. 1530 - Vitória 1589), se transformaría en el segundo capitán donatario del Espíritú Santo un año antes del fallecimiento de su padre, pero Belchior de Azeredo fue nombrado interinamente, por el gobernador general brasileño Mem de Sá, en las funciones de gobernador y capitán mayor entre el 16 de noviembre de 1561 hasta 1564, en la espera de un nuevo donatario que confirmara el monarca, ya que dicho Vasco era hijo natural pero reconocido por su antecesor y progenitor. Luego de su confirmación por la Corona por desinterés de sus hijos legítimos, Melo-Coutinho viajaría al Brasil para ocupar su puesto en el año 1571.
Francisco Gil de Araújo la compró por 40 mil cruzados a los descendientes en 1674 permaneciendo hasta 1682. En 1715 fue vendida a la Corona portuguesa por el heredero del anterior al mismo precio. En 1809 obtuvo la autonomía de la capitanía de Bahía y el 28 de febrero de 1821 pasó a ser la provincia de Espírito Santo.

### Capitanía de Santo Tomé
También conocida como Capitanía de Paraíba do Sul, fue creada en 1536 por donación a Pero de Góis. Iba desde las actuales ciudades de Cachoeiro de Itapemirim (Espírito Santo) a Macaé (Río de Janeiro). El donatario fundó una villa pero fue hostilizado por los indígenas y permaneció casi abandonada hasta 1619, cuando fue renunciada a favor de la corona y posteriormente absorbida por la Capitanía de Río de Janeiro.

### Capitanía de San Vicente
Fue establecida en 1534, siendo su primer donatario Martim Afonso de Sousa. Fue dividida en dos secciones, de las cuales la más septentrional (primera sección) que tenía 55 leguas de costa desde la desembocadura del río Macaé hasta la del río Juqueriquerê, fue abandonada por el donatario y refundada en 1567 como Capitanía de Río de Janeiro al mando de Salvador Correia de Sá.
La segunda sección de la Capitanía de San Vicente se extendía por 45 leguas de costa que comenzaban en la barra de Bertioga y se prolongaban hasta la isla de Mel en la Bahía de Paranaguá, prosperó gracias a la caña de azúcar. El 17 de abril de 1709 la capitanía tomó el nuevo nombre de Capitanía de San Pablo y Minas de Oro, teniendo ya un territorio mucho mayor con los actuales estados de Santa Catarina, Paraná, São Paulo, Minas Gerais, Goiás, Tocantins, Mato Grosso do Sul, Mato Grosso y Rondônia por la acción de los bandeirantes.

### Capitanía de Santo Amaro
Fue creada en 1534 por donación a Pero Lopes de Sousa. Se extendía por 55 leguas de costa desde la desembocadura del río Juqueriquerê (Caraguatatuba) hasta la barra de Bertioga. Sin recursos naturales de importancia, no se desarrolló y en 1624 fue extinguida y absorbida por la Capitanía de San Vicente.

### Capitanía de Santana
Fue donada a Pero Lopes de Sousa y poseía 40 leguas de costa. Desde la isla de Mel en el municipio de Cananéia (São Paulo) hasta Laguna (Santa Catarina). Fue absorbida por la Capitanía de San Vicente.

### Capitanía de Trinidad
Posteriormente, Juan III expidió el 22 de agosto de 1539, una carta de donación de la "Ilha de Ascensão" (actual isla de Trinidad), situada a 75 leguas de la costa del Brasil, a Belchior Carvalho, constituyendo la Capitanía de Trinidad. Esa donación tampoco tuvo consecuencias prácticas.

## Gobierno General del Brasil
Tras adquirir la Capitanía de la Bahía de Todos los Santos en 1548, la Corona Portuguesa subordinó a las capitanías nombrando el 7 de enero de 1549 a Tomé de Sousa como primer gobernador general, quien fundó la ciudad de São Salvador da Baía de Todos os Santos ese año, creando la Capitanía Real de la Bahía. En 1556 fueron cedidas por el gobernador general:
- La isla de Itaparica a Violante da Câmara, fue transformada en capitanía donada en 1558 a favor de su hijo António de Ataíde, conde de Castanheira, constituyendo la Capitanía de Itaparica.
- La región desde la barra del río Paraguaçu hasta la barra del Río de Jaguaripe, a Álvaro da Costa, fue transformada en capitanía donada en 1566 constituyendo la Capitanía del Paraguazú (Peroaçu), también denominada como Capitanía del Recôncavo da Bahia.[12]

En 1553 asumió como gobernador general Duarte da Costa. Durante su gobierno una expedición francesa, formada en parte por hugonotes, al mando de Nicolás Durand de Villegagnon se instaló permanentemente en la bahía de Guanabara y fundó la colonia de la Francia Antártica. En 1558 asumió Mem de Sá como gobernador general del Brasil, su sobrino Estácio de Sá comandó la recuperación de la Bahía de Guanabara y fundó la ciudad de Río de Janeiro el 20 de enero de 1565. 
Al finalizar el gobierno de Mem de Sá en 1572 el territorio fue dividido en dos gobiernos generales, uno al norte en Bahía y el otro al sur en Río de Janeiro, para el primero fue nombrado gobernador general Luís Brito e Almeida y para el segundo António Salema, hasta que el gobierno fue reunificado en 1578 con Lourenço da Veiga como único gobernador general con sede en Bahía. En 1580 comenzó el período de unión dinástica aeque principaliter con los demás reinos españoles, quedando Portugal y sus colonias como parte de la Corona de España. La división volvió a realizarse en 1608, hasta que se volvió a reunificar en 1612.
Con la fundación del fuerte del Presépio en 1616 (hoy Belém) se estableció la Capitanía del Gran Pará. El 13 de junio de 1621 el rey Felipe IV de España (III de Portugal) dividió el gobierno general del Brasil creando el Estado del Maranhão (hecho efectivo en 1626) que comprendía la Capitanía Real del Maranhão, la Capitanía del Gran Pará y la Capitanía Real del Siará. Su capital era São Luís. De esta manera Brasil pasó a tener dos unidades administrativas: Estado del Maranhão y Estado del Brasil, este último con capital en Salvador (de Pernambuco a la actual Santa Catarina). En 1640 se produjo la restauración de la independencia de Portugal, volviendo Brasil a ser una de sus colonias.
La Capitanía de Sergipe (Capitanía de Sergipe del-Rei) fue creada en 1590 por Felipe II de España, subordinada directamente a la Capitanía de la Bahía de Todos los Santos. Su primer mandatario fue Cristóvão de Barros. Por decreto real de Juan VI el 8 de julio de 1820 se volvió autónoma, pero en 1823 se separó de la Provincia de Bahía formando la Provincia de Sergipe.

## Otras capitanías
En el siglo XVII otras capitanías hereditarias fueron creadas:
- En el Estado del Maranhão, en el contexto de la conquista del norte del Brasil traspasada ya la línea de Tordesillas:
  - La Capitanía de Tapuitapera, Cumá o Cumã, donada a Antônio Coelho de Carvalho en 1633.
  - La Capitanía de Caeté o Gurupi, donada a Feliciano Coelho de Carvalho en 1627, posteriormente en 1634 pasó a Álvaro de Sousa.
  - La Capitanía de Cametá, donada a Feliciano Coelho de Carvalho en 1637.
  - La Capitanía del Cabo del Norte, donada a Bento Maciel Parente en 1637.
  - La Capitanía de Marajó (o isla Grande de Joanes), donada a Antônio de Sousa de Macedo en 1655.
  - La Capitanía del Xingú, donada a Gaspar de Abreu de Freitas en 1681, última capitanía hereditaria creada.

- En el Estado del Brasil:
  - La Capitanía de Campos de los Goitacases, antigua Santo Tomé, a Martim Correia de Sá (20 leguas) y a João Correia de Sá (10 leguas) (1674).

La Capitanía de Minas Gerais fue creada el 12 de septiembre de 1720 a partir de una parte de la Capitanía de San Pablo y Minas de Oro. Su capital fue Vila Rica (actual Ouro Preto). La otra parte constituyó la Capitanía de San Pablo incluyendo los territorios de Mato Grosso y Goiás, hasta que el 9 de mayo de 1748 fueron creadas la Capitanía de Goiás (capital en Vila Boa de Goiás, hoy llamada Ciudad de Goiás) y la Capitanía de Mato Grosso (capital fue Vila Bela da Santíssima Trindade). La parte más meridional de la capitanía ya había sido desmembrada el 11 de agosto de 1738 para crear la Capitanía de Santa Catalina. En 1760 Río Grande, que hasta entonces estaba sujeta a la Capitanía de Santa Catalina, pasó a ser la capital de la nueva Capitanía de San Pedro del Río Grande del Sur, dependiente de Río de Janeiro. El 19 de septiembre de 1807, fue transformada en capitanía general, pasando a su dependencia la Capitanía de Santa Catalina. 
El 28 de febrero de 1821 se transformaron en: Provincia de Minas Gerais, Provincia de San Pablo, Provincia de Goyaz, Provincia de Mato Grosso, Provincia de Santa Catalina y Provincia de Río Grande. 
En 1737 el Estado del Maranhão pasó a llamarse Estado del Gran Pará y Maranhão y su capital fue transferida de São Luís a Belém. El 3 de marzo de 1755 se creó la Capitanía de San José del Río Negro, dependiente del Estado del Grão-Pará e Maranhão. En 1821 los habitantes de Manaos se proclamaron independientes estableciendo un gobierno provisorio, pero la región terminó incorporada al Imperio de Brasil en la Provincia del Gran Pará, como Comarca del Alto Amazonas en 1824. Hasta 1772 el territorio del Grão-Pará estaba integrado por las regiones de los actuales estados de Amazonas, Roraima, Pará, Amapá, Maranhão y Piauí, con capital en Belém. El 20 de agosto de 1772 el Estado fue dividido en dos: Estado del Gran Pará y Río Negro, con capital en Belém y Estado del Maranhão y Piauí, con capital en São Luís reincorporándose al virreinato del Brasil. En 1821 pasó a ser la Provincia del Maranhão.
En 1715 el territorio de Piauí fue transferido de la Capitanía de la Bahía de Todos los Santos al Estado del Maranhão. En 1718 fue creada la Capitanía del Piauí. Su capital era Vila de Oeiras. El primer gobernador tomó posesión recién en 1758. El 28 de febrero de 1821 se transformó en la Provincia de Piauí. 
La Capitanía de Alagoas fue una de las capítanias creadas al final del período colonial, a consecuencia de la Revolución pernambucana logró obtener su autonomía el 16 de septiembre de 1817, desmembrándose de la Capitanía de Pernambuco, de la cual era una comarca desde 1711. Su capital fue la villa de Santa Maria Madalena da Lagoa do Sul, posteriormente denominada Alagoas o Ciudad de Alagoas (actual Marechal Deodoro). Se transformó en la Provincia de Alagoas el 28 de febrero de 1821.
La extinción del sistema de capitanías ocurrió formalmente el 28 de febrero de 1821, un poco más de un año antes de la declaración de independencia.